# جاسم دلاوري
جاسم دلاوري (بالفارسية: جاسم دلاوری) (من مواليد 2 سبتمبر 1986 في قائم شهر) هو ملاكم من إيران.
شارك في دورة الألعاب الآسيوية 2006 في الدوحة، قطر.